# Гимнастика на летних Азиатских играх 2014
Соревнования по всем видам гимнастики на летних Азиатских играх 2014 проходили с 21 сентября по 2 октября в Namdong Gymnasium.

## Спортивная гимнастика

### Медалисты-мужчины
| Вид                   | Золото                                                                                                  | Серебро                                                                                         | Бронза                                                                       |
| --------------------- | --- | ----------------------------------------------------------------------------------------------- | ---------------------------------------------------------------------------- |
| Командное первенство  | Япония · Томомаса Хасэгава · Юя Камото · Юсукэ Сайто · Сётаро Сирай · Кадзуюки Такэда · Масаёси Ямамото | Республика Корея · Ким Хи Хун · Ли Хёк Джун · Ли Сан Ук · Пак Мин Су · Син Дон Хён · Ян Хак Сон | Китай · Хуан Си · Хуан Юйго · Ляо Цзюньлинь · Ван Пэн · Ян Шэнчао · Цзоу Кай |
| Многоборье            | Юя Камото Япония                                                                                        | Масаёси Ямамото Япония                                                                          | Ли Сан Ук Республика Корея                                                   |
| Вольные упражнения    | Цзоу Кай Китай                                                                                          | Хуан Юйго Китай                                                                                 | Юя Камото Япония                                                             |
| Упражнения на коне    | Масаёси Ямамото Япония                                                                                  | Абдула Азимов Узбекистан                                                                        | Пак Мин Су Республика Корея                                                  |
| Упражнения на кольцах | Ляо Цзюньлинь Китай                                                                                     | Кадзуюки Такэда Япония                                                                          | Данг Нам Вьетнам                                                             |
| Опорный прыжок        | Ши Вай Хунг Гонконг                                                                                     | Ян Хак Сон Республика Корея                                                                     | Хуан Си Китай                                                                |
| Параллельные брусья   | Юя Камото Япония                                                                                        | Антон Фокин Узбекистан                                                                          | Динь Фуонг Тхань Вьетнам                                                     |
| Перекладина           | Цзоу Кай Китай                                                                                          | Юсукэ Сайто Япония                                                                              | Масаёси Ямамото Япония                                                       |

### Медалисты-женщины
| Вид                  | Золото                                                                              | Серебро                                                                        | Бронза                                                                                             |
| -------------------- | ----------------------------------------------------------------------------------- | ------------------------------------------------------------------------------ | -------------------------------------------------------------------------------------------------- |
| Командное первенство | Китай · Бай Явэнь · Чэнь Сыи · Хуан Хуэйдань · Шан Чуньсун · Тань Цзясинь · Яо Цзыи | КНДР · Хон Ын Джон · Чон Ын Ён · Кан Ён Ми · Ким Со Ён · Ри Ын Ха · Ким Ын Хян | Япония · Минами Хонда · Адзуми Исикура · Мидзухо Нагай · Акихо Сато · Юрико Ямамото · Сакура Юмото |
| Многоборье           | Яо Цзыи Китай                                                                       | Шан Чуньсун Китай                                                              | Юн На Рэ Республика Корея                                                                          |
| Вольные упражнения   | Яо Цзыи Китай                                                                       | Шан Чуньсун Китай                                                              | Юн На Рэ Республика Корея                                                                          |
| Опорный прыжок       | Хон Ын Джон КНДР                                                                    | Оксана Чусовитина Узбекистан                                                   | Фан Тхи Ха Тхань Вьетнам                                                                           |
| Разновысокие брусья  | Яо Цзыи Китай                                                                       | Хуан Хуэйдань Китай                                                            | Кан Ён Ми КНДР                                                                                     |
| Бревно               | Ким Ын Хян КНДР                                                                     | Фан Тхи Ха Тхань Вьетнам                                                       | Шан Чуньсун Китай                                                                                  |

## Художественная гимнастика

### Медалисты
| Вид                  | Золото                                                                                        | Серебро                                                         | Бронза                                                                                 |
| -------------------- | --------------------------------------------------------------------------------------------- | --------------------------------------------------------------- | -------------------------------------------------------------------------------------- |
| Командное первенство | Узбекистан · Джамиля Рахматова · Анастасия Сердюкова · Валерия Давыдова · Равиля Фархутдинова | Республика Корея · Сон Ён Чжэ · Ким Юн Хи · Ли Да Э · Ли На Гён | Казахстан · Алия Асымова · Виктория Горбунова · Сабина Аширбаева · Екатерина Скорикова |
| Личное первенство    | Сон Ён Чжэ Республика Корея                                                                   | Дэн Сэньюэ Китай                                                | Анастасия Сердюкова Узбекистан                                                         |

## Прыжки на батуте

### Медалисты
| Вид     | Золото        | Серебро           | Бронза               |
| ------- | ------------- | ----------------- | -------------------- |
| Мужчины | Дун Дун Китай | Ту Сяо Китай      | Уэяма Ясухиро Япония |
| Женщины | Ли Дань Китай | Чжун Синпин Китай | Киси Аяно Япония     |